# 京都府道485号物部梅迫停車場線
京都府道485号物部梅迫停車場線（きょうとふどう485ごう ものべうめざこていしゃじょうせん）は、京都府綾部市を通る一般府道である。

## 概要
綾部市物部町から綾部市梅迫町に至る。市の北西部を横断する重要な道路である。
綾部市梅迫町には、298.7 mの高城山がそびえ、手頃なハイキングコースとなっている。

### 路線データ
- 起点：綾部市物部町（金屋交差点、京都府道9号綾部大江宮津線交点）
- 終点：綾部市梅迫町（JR西日本舞鶴線 梅迫駅前）

## 路線状況

### 重複区間
- 京都府道494号綾部大江線（綾部市上八田町・佐里交差点 - 綾部市七百石町・七百石交差点）
- 京都府道74号舞鶴綾部福知山線（綾部市上杉町・増水交差点 - 綾部市梅迫町）

## 地理

### 通過する自治体
- 綾部市

### 交差する道路
| 交差する道路                                                   | 交差する場所 | 交差する場所      |
| -------------------------------------------------------------- | ------------ | ----------------- |
| 京都府道9号綾部大江宮津線                                      | 物部町       | 金屋交差点 / 起点 |
| 京都府道494号綾部大江線 重複区間起点                           | 上八田町     | 佐里交差点        |
| 京都府道484号淵垣上八田線                                      | 上八田町     | 上八田交差点      |
| 京都府道486号篠田七百石線 京都府道494号綾部大江線 重複区間終点 | 七百石町     | 七百石交差点      |
| 京都府道74号舞鶴綾部福知山線 重複区間起点                      | 上杉町       | 増水交差点        |
| 京都府道74号舞鶴綾部福知山線 重複区間終点                      | 梅迫町       |                   |

### 沿線
- 諏訪神社
- 福太神社
- 金比羅神社
- 新綾部変電所
- 慈眼寺
- 綾部市立東八田幼稚園
- JR西日本舞鶴線 梅迫駅